# عسکر اسلام‌دوست
عسکر اسلام دوست کاربندی (زادهٔ ۱۳۳۵ در تالش) نمایندهٔ حوزهٔ انتخابیهٔ تالش در دورهٔ ششم مجلس شورای اسلامی بوده‌است 
وی از تاریخ ۱۳۷۹/۰۳/۰۷ به عنوان نماینده منتخب مردم تالش در مجلس شورای جمهوری اسلامی ایران حضور پیدا کرد.

## تحصیلات
عسکر اسلام دوست کاربندی دانش‌آموخته مقطع کارشناسی مدیریت صنعتی ، فوق لیسانس مدیریت دولتی است.